# Herbert Kilpin
Herbert Kilpin (sinh ngày 24 tháng 1 năm 1870 - mất ngày 22 tháng 10 năm 1916) là một cầu thủ và huấn luyện viên bóng đá, người được biết đến là đã góp phần sáng lập ra câu lạc bộ bóng đá danh tiếng A.C. Milan. 

## Ban đầu
Kilpin sinh ngày 24 tháng 1 năm 1870, trong một gia đình làm nghề giết mổ, và lớn lên cùng 9 người anh chị em tại 129 đường Mansfield, Nottingham. Sau khi học xong, ông làm việc như một trợ lý kho bãi trong thành phố. Là một người quan tâm và yêu thích bóng đá, khi mới 13 tuổi, ông đã tham gia trong vai trò sáng lập ra câu lạc bộ bóng đá nghiệp dư nhỏ được đặt theo tên của người anh hùng dân tộc Ý Giuseppe Garibaldi.

## Sự nghiệp
Sự nghiệp bóng đá của Kilpin tiếp tục khi ông thi đấu cho câu lạc bộ bóng đá hạng thấp của Anh là Notts Olympic hiện đã không còn tồn tại, sau đó là chơi cho St. Andrews, nơi ông chơi ở vị trí hậu vệ và tiền vệ.
Vào năm 1891, Kilpin lúc đó 21 tuổi đến Turin làm việc cho Edoardo Bosio, một thương nhân người Thụy Sĩ gốc Italia vốn kinh doanh ở lĩnh vực dệt may. Trong cùng năm đó Bosio thành lập ra câu lạc bộ Internazionale Torino, được cho câu lạc bộ bóng đá đầu tiên của Italia. Kilpin chơi cho đội bóng và trở thành cầu thủ người Anh đầu tiên chơi bóng ở nước ngoài. Trong thời gian này, ông cùng đội bóng tham gia Giải bóng đá Italia, giải đấu tiền thân của Serie A nhưng đều thất bại trong cả hai trận chung kết gặp Genoa.
Đến năm 1898, Kilpin đã rời Turin và định cư tại Milan cùng với một đồng nghiệp người Anh là Samuel Richard Davies. Những năm sau đó, bộ đôi này là một trong số các thành viên điều lệ của A.C. Milan có tên ban đầu là Milan Foot-Ball and Cricket Club. Chủ tịch đầu tiên được bầu là Alfred Edwards; trong khi Kilpin, được cho là người giàu kinh nghiệm nhất, sẽ phục vụ như là cầu thủ kiêm huấn luyện viên. Tuy nhiên, ông quyết định để cho người đồng đội lâu năm của mình là David Allison làm đội trưởng đội bóng trong mùa giải đầu tiên.
Câu lạc bộ mới được thành lập đã ngay lập tức gặt hái thành công khi giành được danh hiệu vô địch quốc gia vào năm 1901, là mùa giải thứ hai tham gia. Kilpin chơi cho câu lạc bộ 9 mùa giải, tổng cộng 23 trận và ghi được 7 bàn thắng, và trên cương vị huấn luyện viên của Rossoneri, ông dắt dắt giúp đội bóng dành thêm 2 danh hiệu nữa trong năm 1906 và 1907.

## Nghỉ hưu và qua đời
Năm 1908, mối tình của ông với đội bóng áo sọc đỏ đen chính thức kết thúc khi Liên đoàn bóng đá Italia quyết định sẽ không cấp phép cho các cầu thủ nước ngoài để nhường chỗ cho các tài năng bản địa. Kilpin sau đó lập gia đình với Maria Capau, một cô gái người Ý đến từ thành phố Lodi. Ông đã sống tại đó cho đến khi qua đời vào ngày 22 tháng 10 năm 1916 sau nhiều năm vật lộn với chứng nghiện rượu.
Trong những năm 1990, là một nhà sử học nghiệp dư tên là Luigi La Rocca phát hiện ra thi hài của Kilpin tại nghĩa trang thành phố ở Milan sau nhiều năm tìm kiếm, mà từ lâu đã được cho là đã bị mất tích. Đó là một vực nghĩa trang dành cho người Tin Lành. Vì vậy trong năm 1999, nhân kỷ niệm 100 năm câu lạc bộ ra đời, AC Milan đã đưa ông về an nghỉ với một tấm bia mộ mới tại nghĩa trang nổi tiếng Graveyard Monumental. Sau một thỉnh thư, ngày 2 tháng 11 năm 2010, Kilpin được giới thiệu vào Famedio, nhà nguyện chính của khu nghĩa trang, nơi những ngôi mộ của những danh nhân lừng lẫy nhất của thành phố được đặt.

## Danh hiệu

### Câu lạc bộ
- Milan F.B.C.C.
  - Danh hiệu quốc gia: 1901, 1906, 1907

### Huấn luyện viên
- Milan F.B.C.C.
  - Danh hiệu quốc gia: 1901, 1906